# ディエゴ・マリーニョ
ディエゴ・マリーニョ（Diego Mariño, 1990年5月9日 - ）は、スペイン・ガリシア州ビーゴ出身のサッカー選手。UDアルメリア所属。ポジションはゴールキーパー。

## 経歴

### クラブ
14歳の時にビジャレアルCFの下部組織に加わり、下部組織のカテゴリーを順調に昇格していった。2010年夏にセグンダ・ディビシオン（2部）のビジャレアルCF Bに昇格すると、2010年8月29日、2010-11シーズン開幕戦のレアル・バリャドリード戦 (0-3) でプロデビューを飾り、同シーズンは38試合に出場してセグンダ・ディビシオンB（3部相当）降格回避に貢献した。2011年5月22日のグラナダCF戦 (0-3) ではオウンゴールを記録している。2011-12シーズンもレギュラーポジションを維持し、リーグ戦では本来ならば残留圏内の12位でシーズンを終えたが、トップチームがセグンダ降格となった影響でビジャレアルBは自動的にセグンダB降格となった。2012年夏、トップチームでレギュラーの座にあったディエゴ・ロペスがセビージャFCに移籍したため、新しくトップチーム監督に就任したフリオ・ベラスケスはマリーニョをトップチームに引き上げた。
2013年7月、レアル・バリャドリードへ移籍。
2016年07月、スポルティング・デ・ヒホンへ移籍。
2023年1月26日、UDアルメリアへ移籍し、1年半契約を結んだ。

### 代表
2008年8月18日のU-19ウクライナ代表戦でU-19スペイン代表デビューし、2009年7月までに6試合に出場した。2009年にはU-20スペイン代表として1試合に出場し、2011年2月8日のU-21デンマーク代表戦でU-21スペイン代表デビューした。ルイス・ミジャ監督によって、同年にデンマークで開催されたUEFA U-21欧州選手権に出場するメンバーに選ばれると、本大会ではアトレティコ・マドリードのダビド・デ・ヘアの控えを務め、チームは3度目の優勝を果たした。2012年にはロンドンオリンピックに出場し、やはりデ・ヘアの控えを務めたが、チームはグループリーグ敗退に終わった。

## タイトル
U-21スペイン代表
- UEFA U-21欧州選手権 : 2011